# Nowe Borza
Nowe Borza – wieś w Polsce położona w województwie mazowieckim, w powiecie pułtuskim, w gminie Gzy.
| SIMC    | Nazwa   | Rodzaj    |
| ------- | ------- | --------- |
| 0116062 | Wysocki | część wsi |

W latach 1975–1998 miejscowość administracyjnie należała do województwa ciechanowskiego.